# Казармы Эчелон
Казармы Эчелон — бывшие военные казармы в центре столицы Шри-Ланки городе Коломбо, точнее в его районе Форт. Построенные в конце XIX века,они использовались как штаб-квартира британского гарнизона острова. После обретения независимости здесь базировались подразделения армии Цейлона. Здесь же базировался 1-й разведывательный эскадрон бронетанкового корпуса, как и штаб корпуса до 1957 года.
Казармы представляли собой одно-двухэтажные строения с широкими верандами, расположенные вокруг плаца, достаточно большого для размещения нескольких футбольных и хоккейных площадок. Этот плац получил название площадь Эчелон. Она существует и сейчас и находится к северу от примыкающего к ней старого парламента (в настоящее время это здание Секретариата Президента). До 1963 г.  здесь располагался  штаб полка артиллерии Цейлона и здание Министерства обороны, позднее здание было снесено для освобождения места для постройки ряда коммерческих зданий в районе Форт в конце 1970-х и начале 1980-х годов.
В настоящее время на площади Эчелон стоит Всемирный торговый центр Коломбо, головной офис банка Цейлона, отели Хилтон и Галадари.